# مارون صادر
المطران مارون صادر راعي ابرشية صور للموارنة السابق. ولد سنة 1926 وتعلم في جامعة القديس يوسف في بيروت ونال منها شهادتين في الفلسفة واللاهوت. رسم كاهنا على يد المطران انطونيوس خريش سنة 1952. خدم رعية عين إبل وادار فيها مدرسة القديس يوسف.اسس التكميلية الوطنية في رميش وخدم رعية القوزح. في عام 1960 عينه المطران يوسف الخوري نائبا له في كرسي الابرشية في صور.
منحه البابا يوحنا بولس الثاني لقب «حبر شرف» ثم انتخبه مجلس المطارنة الموارنة مطرانا على كرسي صور بعد وفاة المطران يوسف الخوري سنة 1992وجرت مراسم الاحتفال بسيامته الاسقفية على يد البطريرك مار نصرالله بطرس صفير في 18تموز يوليو عام 1992 في بكركي. رئيس اللجنة الاسقفية للعدالة والسلام من سنة 1992 إلى 2009. استقال من مهامه بداعي بلوغه السن القانونية عام 2003.